# О сродстве языка славянского с санскритским
«О сродстве языка славянского с санскритским» (рус. дореф. «О сродствѣ языка славянскаго съ санскритскимъ») — лингвистический труд А. Ф. Гильфердинга, в котором проведено сравнение двух языков — славянского и санскрита. Содержит лингвистический анализ оных языков, основанный на огромном количестве примеров заимствования слов в виде пар переводов: славяно-русского и санскрито-русского, рассортированных по типам изменений звучания.
Краткое изложение выводов сделанных автором монографии:
- Язык славянский во всех своих наречиях сохранил корни и слова, существующие в санскритском.
- Все славянские наречия сохранили в одинаковой мере древние слова, восходящие до эпохи первобытного единства семьи индоевропейской.
- Язык славянский, взятый в совокупности, не отличается от санскритского никаким постоянным, органическим изменением звуков.
- Это ближайшее родство языков санскритского, литовского и славянского ещё яснее доказывается тем, что в них равномерно развиты многие звуки, чуждые прочим ветвям индоевропейского племени.
- Смягчение согласных составляет также одно из тех свойств, которые связывают теснейшим родством славянский язык с литовским и санскритским и отделяют от них соплеменные ветви.

К настоящему времени данная работа (как и некоторые другие историко-филологические работы Гильфердинга) в значительной степени утратила научное значение.